# Eleonora Bruno
Eleonora Bruno est une joueuse italienne de volley-ball née le 15 avril 1994 à Pontedera. Elle mesure 1,80 m et joue au poste de libero. 

## Clubs
| Club                         | Pays   | De        | À         |
| ---------------------------- | ------ | --------- | --------- |
| Polisportiva Casciavola Pisa | Italie | 2006-2007 | 2008-2009 |
| Club Italia                  | Italie | 2009-2010 | 2011-2012 |
| Volley Bergamo               | Italie | 2012-2013 | …         |

## Palmarès
- Coupe d'Italie
  - Finaliste : 2014.